# Cedar (rivière)
Pour les articles homonymes, voir Cedar.
Le Cedar est une rivière américaine longue de 544 km qui coule dans les États du Minnesota et de l'Iowa. Elle est un affluent de l'Iowa et donc un sous-affluent du Mississippi.